# Liste des titres musicaux numéro un en Allemagne en 1980
Cette page liste les titres numéro un dans les meilleures ventes de disques en Allemagne pour l'année 1980 selon Media Control Charts. 
Les classements sont issus des 100 meilleures ventes de singles et des 100 meilleures ventes d'albums. Ils se déroulent du vendredi au jeudi, et sont publiés le mardi par l'industrie musicale allemande.

## Classement des singles
| №  | Date         | Artiste                  | Titre                           |
| -- | ------------ | ------------------------ | ------------------------------- |
| 1  | 4 janvier    | Thom Pace                | Maybe                           |
| 2  | 11 janvier   | Thom Pace                | Maybe                           |
| 3  | 18 janvier   | Goombay Dance Band       | Sun of Jamaica                  |
| 4  | 25 janvier   | Goombay Dance Band       | Sun of Jamaica                  |
| 5  | 1er février  | Pink Floyd               | Another Brick in the Wall Pt. 2 |
| 6  | 8 février    | Pink Floyd               | Another Brick in the Wall Pt. 2 |
| 7  | 15 février   | Pink Floyd               | Another Brick in the Wall Pt. 2 |
| 8  | 22 février   | Goombay Dance Band       | Sun of Jamaica                  |
| 9  | 29 février   | Pink Floyd               | Another Brick in the Wall Pt. 2 |
| 10 | 7 mars       | Goombay Dance Band       | Sun of Jamaica                  |
| 11 | 14 mars      | Goombay Dance Band       | Sun of Jamaica                  |
| 12 | 21 mars      | Goombay Dance Band       | Sun of Jamaica                  |
| 13 | 28 mars      | Goombay Dance Band       | Sun of Jamaica                  |
| 14 | 4 avril      | Goombay Dance Band       | Sun of Jamaica                  |
| 15 | 11 avril     | Peter Kent               | It’s a Real Good Feeling        |
| 16 | 18 avril     | Goombay Dance Band       | Sun of Jamaica                  |
| 17 | 25 avril     | Earth and Fire           | Weekend                         |
| 18 | 2 mai        | Earth and Fire           | Weekend                         |
| 19 | 9 mai        | Earth and Fire           | Weekend                         |
| 20 | 16 mai       | Earth and Fire           | Weekend                         |
| 21 | 23 mai       | Mike Krüger              | Der Nippel                      |
| 22 | 30 mai       | Mike Krüger              | Der Nippel                      |
| 23 | 6 juin       | Mike Krüger              | Der Nippel                      |
| 2  | 13 juin      | Mike Krüger              | Der Nippel                      |
| 24 | 20 juin      | Mike Krüger              | Der Nippel                      |
| 25 | 27 juin      | Lipps Inc.               | Funkytown                       |
| 26 | 4 juillet    | Lipps Inc.               | Funkytown                       |
| 27 | 11 juillet   | Lipps Inc.               | Funkytown                       |
| 28 | 18 juillet   | Lipps Inc.               | Funkytown                       |
| 29 | 25 juillet   | Lipps Inc.               | Funkytown                       |
| 30 | 1er août     | Lipps Inc.               | Funkytown                       |
| 31 | 8 août       | Lipps Inc.               | Funkytown                       |
| 32 | 15 août      | Lipps Inc.               | Funkytown                       |
| 33 | 22 août      | Lipps Inc.               | Funkytown                       |
| 34 | 29 août      | Lipps Inc.               | Funkytown                       |
| 35 | 5 septembre  | Olivia Newton-John & ELO | Xanadu                          |
| 36 | 12 septembre | Olivia Newton-John & ELO | Xanadu                          |
| 37 | 19 septembre | Oliver Onions            | Santa Maria                     |
| 38 | 26 septembre | Oliver Onions            | Santa Maria                     |
| 39 | 3 octobre    | Oliver Onions            | Santa Maria                     |
| 40 | 10 octobre   | Oliver Onions            | Santa Maria                     |
| 41 | 17 octobre   | Oliver Onions            | Santa Maria                     |
| 42 | 24 octobre   | Oliver Onions            | Santa Maria                     |
| 43 | 31 octobre   | Roland Kaiser            | Santa Maria                     |
| 44 | 7 novembre   | Roland Kaiser            | Santa Maria                     |
| 45 | 14 novembre  | Roland Kaiser            | Santa Maria                     |
| 46 | 21 novembre  | Roland Kaiser            | Santa Maria                     |
| 47 | 28 novembre  | Roland Kaiser            | Santa Maria                     |
| 48 | 5 décembre   | Barbra Streisand         | Woman in Love                   |
| 49 | 12 décembre  | Barbra Streisand         | Woman in Love                   |
| 50 | 19 décembre  | ABBA                     | Super Trouper                   |
| 51 | 26 décembre  | ABBA                     | Super Trouper                   |

## Classement des albums
| №  | Date         | Artiste                   | Titre                          |
| -- | ------------ | ------------------------- | ------------------------------ |
| 1  | 4 janvier    | Andrea Jürgens            | Weihnachten mit Andrea Jürgens |
| 2  | 11 janvier   | Andrea Jürgens            | Weihnachten mit Andrea Jürgens |
| 3  | 18 janvier   | Pink Floyd                | The Wall                       |
| 4  | 25 janvier   | Pink Floyd                | The Wall                       |
| 5  | 1er février  | Pink Floyd                | The Wall                       |
| 6  | 8 février    | Pink Floyd                | The Wall                       |
| 7  | 15 février   | Pink Floyd                | The Wall                       |
| 8  | 22 février   | Pink Floyd                | The Wall                       |
| 9  | 29 février   | Pink Floyd                | The Wall                       |
| 10 | 7 mars       | Pink Floyd                | The Wall                       |
| 11 | 14 mars      | Pink Floyd                | The Wall                       |
| 12 | 21 mars      | Pink Floyd                | The Wall                       |
| 13 | 28 mars      | Pink Floyd                | The Wall                       |
| 14 | 4 avril      | Pink Floyd                | The Wall                       |
| 15 | 11 avril     | Pink Floyd                | The Wall                       |
| 16 | 18 avril     | Pink Floyd                | The Wall                       |
| 17 | 25 avril     | Pink Floyd                | The Wall                       |
| 18 | 2 mai        | Pink Floyd                | The Wall                       |
| 19 | 9 mai        | Pink Floyd                | The Wall                       |
| 20 | 16 mai       | Orchester Anthony Ventura | Die schönsten Melodien         |
| 21 | 23 mai       | Orchester Anthony Ventura | Die schönsten Melodien         |
| 22 | 30 mai       | Orchester Anthony Ventura | Die schönsten Melodien         |
| 23 | 6 juin       | Orchester Anthony Ventura | Die schönsten Melodien         |
| 2  | 13 juin      | Orchester Anthony Ventura | Die schönsten Melodien         |
| 24 | 20 juin      | Orchester Anthony Ventura | Die schönsten Melodien         |
| 25 | 27 juin      | Orchester Anthony Ventura | Die schönsten Melodien         |
| 26 | 4 juillet    | Orchester Anthony Ventura | Die schönsten Melodien         |
| 27 | 11 juillet   | Orchester Anthony Ventura | Die schönsten Melodien         |
| 28 | 18 juillet   | Orchester Anthony Ventura | Die schönsten Melodien         |
| 29 | 25 juillet   | Hot Chocolate             | 20 Greatest Hits               |
| 30 | 1er août     | Hot Chocolate             | 20 Greatest Hits               |
| 31 | 8 août       | Hot Chocolate             | 20 Greatest Hits               |
| 32 | 15 août      | Hot Chocolate             | 20 Greatest Hits               |
| 33 | 22 août      | Hot Chocolate             | 20 Greatest Hits               |
| 34 | 29 août      | Hot Chocolate             | 20 Greatest Hits               |
| 35 | 5 septembre  | Hot Chocolate             | 20 Greatest Hits               |
| 36 | 12 septembre | Bande Originale           | Xanadu                         |
| 37 | 19 septembre | Peter Maffay              | Revanche                       |
| 38 | 26 septembre | Peter Maffay              | Revanche                       |
| 39 | 3 octobre    | Peter Maffay              | Revanche                       |
| 40 | 10 octobre   | Peter Maffay              | Revanche                       |
| 41 | 17 octobre   | Peter Maffay              | Revanche                       |
| 42 | 24 octobre   | Peter Maffay              | Revanche                       |
| 43 | 31 octobre   | The Carpenters            | Beautiful Moments              |
| 44 | 7 novembre   | Peter Maffay              | Revanche                       |
| 45 | 14 novembre  | Peter Maffay              | Revanche                       |
| 46 | 21 novembre  | James Last                | James Last spielt Robert Stolz |
| 47 | 28 novembre  | James Last                | James Last spielt Robert Stolz |
| 48 | 5 décembre   | ABBA                      | Super Trouper                  |
| 49 | 12 décembre  | Richard Clayderman        | Träumereien 2                  |
| 50 | 19 décembre  | Richard Clayderman        | Träumereien 2                  |
| 51 | 26 décembre  | ABBA                      | Super Trouper                  |

## Hit-Parade des singles de l'année
1. Goombay Dance Band – Sun of Jamaica
2. Pink Floyd – Another Brick in the Wall, Pt. 2
3. Lipps Inc. – Funkytown
4. Earth and Fire – Weekend (en)
5. Ottawan – D.I.S.C.O.
6. Marti Webb – Take That Look Off Your Face (en)
7. Garland Jeffreys – Matador
8. Peter Kent – It’s a Real Good Feeling
9. Oliver Onions – Santa Maria
10. Olivia Newton-John & ELO – Xanadu
11. Mike Krüger – Der Nippel
12. Styx – Boat On The River
13. Frank Zappa – Bobby Brown
14. Sugarhill Gang – Rapper's Delight
15. Roland Kaiser – Santa Maria
16. The Gibson Brothers – Que Sera Mi Vida
17. Diana Ross – Upside Down
18. Dr. Hook – Sexy Eyes
19. Secret Service – Ten O’Clock Postman
20. Marianne Faithfull – The Ballad of Lucy Jordan
21. Hot Chocolate – No doubt about it
22. ABBA – I Have A Dream
23. Saragossa Band (de) – Zabadak
24. ABBA – The Winner Takes It All
25. Johnny Logan – What’s Another Year